# Franz Sigel
Franz Sigel (magyarul: Sigel Ferenc) (Sinsheim, Badeni Nagyhercegség, 1824. november 18. – New York, 1902. augusztus 21.) német katonatiszt, forradalmár, német, magyar és amerikai szabadságharcos, uniós vezérőrnagy az amerikai polgárháborúban, polgári foglalkozása tanár, újságíró, politikus.

## Élete
Gimnáziumba Bruchsalban (ma: Baden-Württemberg tartomány), majd Karlsruhéban katonai akadémiára járt, itt 1843-ban fejezte be tanulmányait. Főhadnagyi rangban a badeni hadseregben szolgált. Mannheimben forradalmárokkal került kapcsolatba (Friedrich Hecker, Gustav Struve). Tevékenyen részt vett az 1848-49-es forradalmakban szülőföldjén, majd Bécsben és Magyarországon. Amikor az 1848-49-es magyar szabadságharc véget ért, akkor ő is a magyar száműzöttekkel Sumlába került, e tábor feloszlatása után, Gümlekről ő is a „Mississippi” nevű hajón kelt át az Újvilágba 1852-ben. New Yorkban földmérőként, tanárként dolgozott. 
1855-ben átjött Európába, főleg Párizsban tartózkodott, egy osztrák emigráns leányát vette feleségül. 1858-ban visszatért Amerikába, s St. Louis-ban (Missouri) telepedett le, ahol sokan éltek már német-amerikaiak, s szívesen telepedtek itt le a magyar szabadságharc emigránsai is. St. Louis-ban lett Sigel a duloni nevelőintézet igazgatója, majd katonai szemlét is szerkesztett.
Az amerikai polgárháború kitörésekor Abraham Lincoln elnök felhívására Sigel a 3. missouri ezred parancsnokaként katonai alakulatba szervezte főleg a környékbeli német-amerikaiakat és szívesen mentek zászlója alá a magyar-amerikaiak is, Kaliforniából is. Lincoln elnök 1861 augusztus 7-én dandártábornoknak nevezte ki Sigelt. Sigel eleinte vereséget szenvedett a déliektől 1861 augusztus 10-én a Wilson’s Creek-i ütközetben (Missouri), a következő év márciusában Arkansas államban vívott Pea Ridge-i ütközetben kitüntette magát, ezért 1862. augusztus 7-én előléptették vezérőrnagynak. 
Az 1862. augusztus 28–30-i második Bull Run-i csatában megsebesült a kezén. Váltakozó szerencsével harcolta végig Sigel a hosszú és küzdelmes polgárháborút, amely végül az északiak győzelmével végződött, újra létrejött az egységes Egyesült Államok, s eltörölték a rabszolgaság intézményét. Szívesen harcoltak Sigel német csapataiban a magyarok, hiszen a magyar emigránsok közül sokkal többen tudtak németül, mint angolul, s e miatt a német-amerikai alakulatokban otthonosabban érezték magukat. Hogy mennyien lehettek a német alakulatokban a magyar emigránsok, ezt nem lehet tudni az alakulatok német nemzeti jellege miatt. Ugyanez a helyzet a Rajna-vidékről származó Carl Schurz tábornok alakulataival is.

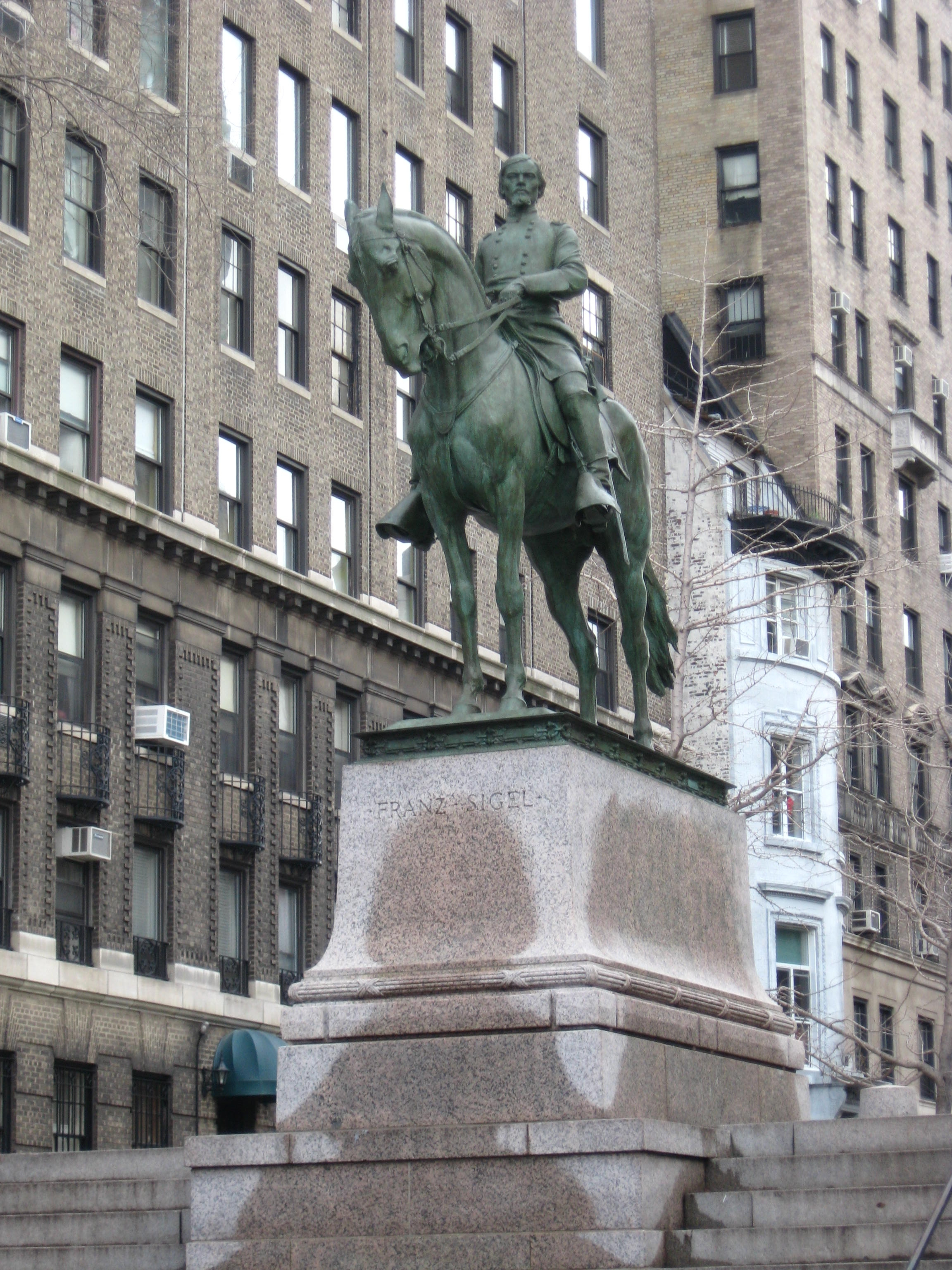
Franz Sigel lovasszobra New York-ban

A polgárháború után Sigel Baltimore-ban, majd hamarosan New Yorkban szerkesztett német nyelvű újságokat, alapított kiadót, s részt vett az amerikai választási küzdelmekben. 1869-ben ő volt a Demokrata Párt jelöltje, de elvesztette a választásokat, ezek után különböző fontos hivatalokat töltött be, az újságszerkesztéshez is visszatért (New Yorker Deutsches Volksblatt, New York Monthly from 1897 to 1900). 1902. augusztus 21-én érte a halál New Yorkban. A Woodlawn Cemetery-ben helyezték örök nyugalomra.

## Emlékezete
Már életében elneveztek róla egy falut Pennsylvaniában. Halála után lovasszobrot emeltek tiszteletére a Riverside Parkban (Manhattan) és St. Louis-ban.